# Trachyphonus margaritatus
Trachyphonus margaritatus е вид птица от семейство Lybiidae.

## Разпространение
Видът е разпространен в Буркина Фасо, Джибути, Еритрея, Етиопия, Камерун, Мали, Мавритания, Нигер, Нигерия, Сомалия, Судан и Чад.